# مرسدس-بنز ۳۰۰ اس‌ال‌آر
مرسدس-بنز ۳۰۰ اس‌ال‌آر (انگلیسی: Mercedes-Benz 300 SLR) خودروی رودستر محور عقب است، که در سال ۱۹۵۵ توسط مرسدس بنز طراحی و ساخته می‌شد.